# 3. polská fotbalová liga
3. polská fotbalová liga je čtvrtou profesionální fotbalovou ligou v Polsku. Byla založena v roce 2000. Sestupující tým sestoupí do 4. polské fotbalové ligy.

## Skupiny
Od vytvoření 3. polské fotbalové ligy v roce 2000 se počet jejich skupin neustále snižoval (a zároveň se snížil, počet klubů na této úrovni):
- 2000/2001 – 21 skupin
- 2001/2002 – 20 skupin
- 2002/2003 – 19 skupin
- 2003/2004 – 19 skupin
- 2004/2005 – 19 skupin
- 2005/2006 – 19 skupin
- 2006/2007 – 18 skupin
- 2007/2008 – 18 skupin
- 2008/2009 – 8 skupin
- 2016/2017 – 4 skupiny